# Odostomia vancouverensis
Odostomia vancouverensis är en snäckart som beskrevs av Dall och Bartsch 1910. Odostomia vancouverensis ingår i släktet Odostomia och familjen Pyramidellidae. Inga underarter finns listade i Catalogue of Life.